# 列車見張員
列車見張員（れっしゃみはりいん）とは、営業線近接工事保安関係標準示方書に定められている保安要員の一つで、鉄道軌道内又は鉄道軌道隣接地を工事等する際に、鉄道車両の接近を見張り、工事関係者の安全を確保するための作業員資格の呼称である。「列見（レツミ）」と略して呼ぶこともある。

## 概要
鉄道列車の接近を確認して現場に伝え、安全を確保する作業員資格の呼称であるが、社内資格（民間資格）である。詳細は認定主体である会社により異なる。工事を請け持つ会社をはじめ、警備会社などでも採用を行っている。
1999年（平成11年）2月21日、JR東日本山手貨物線大崎駅 - 恵比寿駅間において、線路工事のためトロッコによる資材運搬を行っていた際、臨時列車の運行が無いという作業責任者の思い込みによって触車事故が発生した。作業員8人のうち5人が触車し、死亡するという痛ましい事故であった。（山手貨物線作業員触車死亡事故）
この事故をきっかけに、鉄道工事に関わるルールが適格化され、営業線近接作業時での列車見張員の配置が義務付けられた。
軌道内で人身事故などが発生すると、警察官や消防吏員などが駆けつけ、独自の列車見張員と踏切監視員を立てることがある。これは、2002年（平成14年）に大阪市淀川区で起こった鉄道人身事故の救助に向かった救急隊員2人が、JR西日本の特急列車にはねられ、救急隊員1人が死亡するという事故（東海道線救急隊員死傷事故）が起こったためである。

## 業務
1. 列車の接近を確実に把握し、他の見張員や工事管理者（電気工事の場合は工事指揮者と呼ぶ）に伝え、作業員の安全を確保する。
2. 危険を感じたときや、工事管理者の指示があったとき、列車停止合図を行い、列車の防護に努める。

以下から主にJR東日本の場合を記載する。

## 取得方法
日本鉄道施設協会、もしくは鉄道電業安全協会が主催する講習（講義、筆記試験で運転適性検査（クレペリン）、実技）を受け、検査・試験にすべて合格した者に発行される。
有効期限は、発行から1年間。1年毎に更新講習（実技、筆記、講習、3年毎にクレペリン検査）が行われる。更新講習で不合格になればただちに資格が停止され、更新期限以内に再受検し合格できなければ資格は抹消される。また、受講申請の際は事前に医学適性検査（視力、色覚、聴力検査）を必要とし、基準を超えていなければ受講すらできない。
なお、JRで取得した資格は他の民間鉄道会社（私鉄）でも有効だが、同じJR取得でも信用の格差があり、東日本より西日本で取得した場合のほうが適用範囲は広いといわれている。
取得資格条件は特に定められていないが、仕事の関係上、JR、関連工事会社、列車見張を行っている警備会社に所属していないと、まず取得自体が不可能。
更に厳密に言えば免許ではないが、実際の業務に付くには
1. 業務対象の各路線、駅構内に応じた研修
2. 雇われる各会社の規定に沿った研修
3. 緊急のものを除き工事が停止される多客期間（年末年始、ゴールデンウィーク、盆）後の立ち上がり講習

（東鉄工業、日本電設工業等のJR協力会社、もしくは鉄道工事を行ってる建設会社等が行う）
を受けている必要がある。
この免許で就くことができる業務は、列車見張員以外では同じ保安要員である旅客誘導員（鉄道工事において、重機（軌陸車や一般の移動式クレーン、バックホー等）を使用した作業を監視する重機誘導員もこの資格に付随される）。特殊な事例として、営業線近接工事保安関係標準示方書には記載はないが列車防護員という立場で業務につく場合もある。また、上位資格の特殊列車見張員（鉄道会社が指定委託する鉄道工事の専門の会社等の現場責任者）、踏切監視員（前述の人身事故等に置くとする）、工事管理者（各種施工管理技士や測量士等）も存在する。

## 装備
一例としてJR東日本における列車見張員の装備品は以下の通りである（鉄道各社の規定により必要な装備は異なる）。
1. TC列警（携帯型列車接近警報装置）　※ただし、線区や工事管理者の判断により持たない場合がある。
2. 信号炎管4本、または携帯用特殊信号発光機2個
3. 信号旗（赤、黄） 　※夜間はライト（合図灯）を用いる。また、赤旗は不要の場合もある。
4. 列車ダイヤ（工事当日、工事管理者等から手渡される）
5. 時計
6. 緊急連絡表
7. ヘルメット（白地に緑線1本の物）
8. 安全チョッキ（黄色、もしくは、オレンジ色）　※列車見張員と明記されていれば腕章は省略できる。
9. 列車見張員腕章
10. 呼笛
11. 安全靴（半長靴・編み上げ靴タイプ）
12. 手袋（白色）
13. 見張員制服　上下ともに黄色の制服を着用する。（※一部の支社管内では着用は規定となっていない。また、現業機関の職員についても着用は規定ではない。）

後は、必要に応じて拡声器、警笛、無線等。夜間及びトンネル内だとヘッドライトも使う場合もある。示方書に必要装備と明記されていないが、業務上、通過列車を把握するためのダイヤ消しをする必要があるため、青、茶、黄、赤のペンが必要。

## その他
列車見張員の装備や、業務内容、守るべき規則は営業線近接工事保安関係標準示方書に記載されており、基本的に業務中に関する全ての行動は工事管理者の指示や許可が必要とされ、一部の非常時以外は自己判断で逸脱することは一切許されていない。
鉄道の線路は鉄道事業法第8条第1項で、鉄道施設と定められており、警備会社が鉄道会社から委託を受けて列車見張業務を行う場合は、施設内での事故の警戒・防止活動に該当し、警備業法の適用を受ける。警備業法の適用を受けるため、労働者派遣法に定める派遣禁止業務の警備業になり、同一現場における複数警備会社による混成業務は認められない。
立場的にも作業責任者と同格で、直接命令できるのは工事管理者以上の立場の方からのみである。また、営業近接工事等を行う際、見通し距離を確保する為に必要な人数が定められており、足りなければ工事そのものが停止するくらい非常に重要なポジションでもある。見通しが悪い場所では、前方見張などで多くの見張員を配置することが必要となる。
免許は点数制であり、その点は自動車運転免許証と似ているが、詳細な減点内容は明記されていない。しかし、減点になるような事を犯せば、まず二度と業務にはつけないと思ったほうがよく、列車に関する事故事例に発展すれば損害賠償請求すらありえる。だが、営業線近接工事保安関係標準示方書に定められている事を理解して、真面目に業務に専念すればそのような減点になることはまずない。